# Parafia św. Jana Bosko w Poznaniu
Parafia pw. Świętego Jana Bosko w Poznaniu – parafia rzymskokatolicka znajdująca się w archidiecezji poznańskiej w dekanacie Poznań-Winogrady. 
Erygowana w 1975. Mieści się przy ulicy Warzywnej.